# 빌켄트 대학교
빌켄트 대학교(Bilkent University, 튀르키예어: İhsan Doğramacı Bilkent Üniversitesi 이흐산 도으라마즈 빌켄트 위니웨르시테시[*])는 튀르키예의 수도 앙카라에 위치한 튀르키예 최초의 비영리 사립 대학교이다. 고등 교육과 연구 목적으로 세워진 대학으로 빌켄트라는 이름은 bilim kenti의 두문자어로 ‘과학의 도시’라는 의미이다.
2010년 타임스 고등교육 세계 대학 랭킹에서 112위를 기록한 빌켄트 대학은 2019년에 같은 순위 평가에서 501-600위를 기록했다. 조사에 따르면 튀르키예 국내에서는 3위의 대학이다.
2019년 세계 대학 학술 랭킹에서 701-800위에 올랐다.

## 과정

### 학부
- 예술, 디자인, 건축학부
  - 커뮤니케이션 및 디자인학 (Communication and Design)
  - 미술학 (Fine Arts)
  - 그래픽디자인학 (Graphic Design)
  - 실내건축 및 환경디자인학 (Interior Architecture and Environmental Design)
  - 건축 및 도시설계학 (Landscape Architecture and Urban Design)
- 경영학부
  - 경영학과
- 사회과학부
  - 경제학 (Economics)
  - 역사학 (History)
  - 국제관계학 (International Relations)
    - 지역 및 국제관계 과정 (Global and International Affairs Program)

  - 정치학 (Political Science)
  - 심리학 (Psychology)
- 교육학부
  - 컴퓨터교육학
  - 체육교육학
- 공학부
  - 컴퓨터공학 (Computer Engineering)
  - 전기전자공학 (Electrical and Electronics Engineering)
  - 산업공학 (Industrial Engineering)
  - 기계공학 (Mechanical Engineering)
- 인문학부
  - 미국문화 및 문학 (American Culture and Literature)
  - 고고학 (Archaeology)
  - 영어영문학 (English Language and Literature)
  - 철학 (Philosophy)
  - 터키문학 (Turkish Literature)
- 법학부
  - 법학과
- 음악 및 공연예술학부
  - 음악학
  - 공연예술학
- 자연과학부
  - 화학 (Chemistry)
  - 수학 (Mathematics)
  - 분자생물학 및 유전학 (Molecular Biology and Genetics)
  - 물리학 (Physics)

### 대학원
- Physics (M.S., Ph.D.)
- Molecular Biology and Genetics (M.S., Ph.D.)
- Mathematics (M.S., Ph.D.)
- Materials Science and Nanotechnology (M.S., Ph.D.)
- Chemistry (M.S., Ph.D.)
- Electrical and Electronics Engineering (M.S., Ph.D.)
- Computer Engineering (M.S., Ph.D.)
- Industrial Engineering (M.S., Ph.D.)
- Mechanical Engineering (M.S., Ph.D.)
- Business Administration (M.B.A., M.S., Ph.D.)
- Economics (M.A., Ph.D.)
- Law (L.L.M., Ph.D.)
  - (Dual Masters in Applied Economics, Finance and Operations Research - joint with Tilburg University)
- International Relations (M.A., Ph.D.)
  - (Master of International Affairs and Public Policy)
- Political Science (Ph.D.)
- Archaeology and History of Art (M.A.)
- History (M.A., Ph.D.)
- Turkish Literature (M.A., Ph.D.)
- Education
  - Management in Education (M.A.)
  - Teacher Education (M.A.)
  - Teaching English as a Foreign Language (M.A.)
- Art, Design and Architecture (Ph.D.)
  - Painting and Printmaking (M.F.A)
  - Graphic Design (M.F.A.)
  - Interior Architecture and Environmental Design (M.F.A.)
  - Media and Visual Studies (M.F.A.)
- Music (M.M, D.M.A./Proficiency in Art)

## 랭킹
타임즈 고등교육 세계 대학 랭킹에서 빌켄트 대학교는 다음과 같은 성적을 거두었다.
| 년도 | 터키 | 아시아 | 세계순위 |
| ---- | ---- | ------ | -------- |
| 2010 | 1위  | 15위   | 112위    |